# Ramequin (fromage)
Pour les articles homonymes, voir Ramequin.
Ramequin est une appellation désignant un fromage originaire du canton de Saint-Rambert-en-Bugey en France. Les ramequins élaborés dans le Bugey existent sous forme laitière, fabriquée à partir de lait pasteurisé, ou fermière, élaborée à partir de lait cru.
Le ramequin désigne également le nom de la spécialité culinaire qui permet de le consommer sous la forme d'une fondue. Le ramequin est le plat convivial par excellence de la région montagneuse du Bugey, notamment au niveau de la vallée de l'Albarine.

## Étymologie
Certains lexicographes font venir le terme de ramequin de l'allemand rahm pour crème, d'autres du néerlandais rammeken pour pain grillé.

## Historique
Comme beaucoup de petits fromages fermiers dévolus à l'auto-consommation et issus de sous-produits laitiers (babeurre, petit-lait, etc.), il est difficile de trouver précisément les origines du ramequin.
Le curé Joseph Tournier, dans son ouvrage « La Ville de Saint Rambert-en-Bugey aux XVIIe et XVIIIe siècles », paru en 1914, cite le chroniqueur Dubois relatant un repas pris dans le cabaret d'un dénommé Lacaille :
« Le vin était servi dans des bouteilles d'un bleu verdâtre et à goulot évasé, des feuillettes. Ces feuillettes arrivaient accompagnées d'un ragoût de fromage, une espèce de fondue qui se fait avec un fromage du pays. » 
Jusqu'en 1945 à peu près, le ramequin était fabriqué quasiment exclusivement dans les fermes de hameaux attachés à Saint-Rambert, principalement à Grattoux et Morgelas. Dans ces fermes, personne n'aurait gaspillé la moindre denrée. Aussi, lorsqu'on faisait le beurre, il restait toujours un lait écrémé  (le babeurre) qui caillait naturellement assez rapidement. On ne le jetait pas, et après plusieurs manipulations naturelles, on le transformait en petites tomes d'une teinte ocre clair et quasi translucide, qu'on laissait longuement affiner.
Auparavant, de par sa faible teneur calorique, le ramequin était consommé le vendredi, jour où l'on devait manger maigre. Lors des périodes de vendanges et des fêtes viticoles (Saint-Vincent et Saint-Blaise), le ramequin pouvait être dégusté, entre hommes, dans les grangeons, avec le vin produit dans les vignes. Désormais, il est volontiers consommé, à la maison, avec un saucisson à cuire, une salade verte et un vin rouge du Bugey (gamay, pinot noir ou mondeuse). Cette spécialité fromagère locale fait la fierté de la région de Saint-Rambert-en-Bugey.

## Présentation
C'est un fromage sec d'environ sept centimètres de diamètre, de couleur ocre et d'apparence translucide fabriqué à partir du babeurre de lait de vache.

### Les aléas de la production

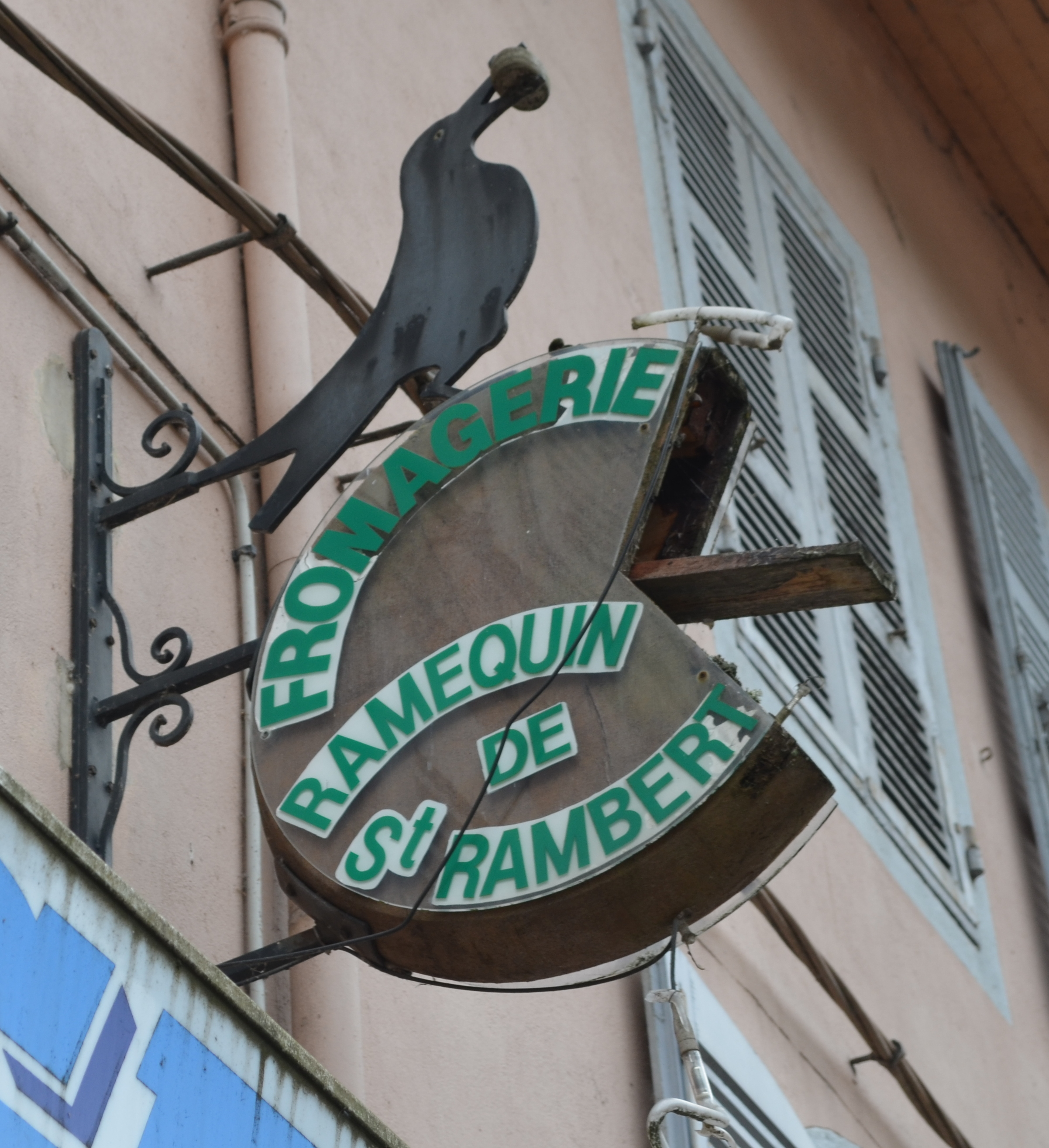
Ancienne enseigne d'un fromager rambertois.

Exclusivement produit fermier jusqu'alors, il faut attendre les années 1950 pour que ce fromage soit fabriqué dans les laiteries. La première entreprise à se lancer dans l'aventure fut celle de François Ravier, qui ne se trouvait non pas à Saint-Rambert mais à Boyeux-Saint-Jérôme, au hameau de Chatillon-de-Cornelle. À cette époque le ramequin était confidentiel. Cette petite entreprise familiale de Boyeux-Saint-Jérôme a perduré de nombreuses années, jusqu'en 1990.
Entre-temps, Paul Gonin, un autre transformateur fromager fabricant de ramequin, fait son apparition à Saint-Rambert. Puis, par la suite, sa méthode d'obtention est cédée à Didier Duval. Une véritable « mission de sauvegarde » s'engage, puisque la recette de transformation n'est détenue que par lui et quelques familles d'agriculteurs qui fabriquent des ramequins traditionnels fermiers à partir de leur production de lait, pour assurer leur subsistance.
À la suite du décès de Didier Duval, le ramequin faillit une nouvelle fois disparaître. Son épouse tint le flambeau jusqu'à ce qu'elle trouve celui à qui elle pouvait le transmettre en toute confiance. C'est Franck Boivin, un jeune passionné, qui en 2001 a apporté un nouveau souffle à un savoir-faire de transformation plus menacé que jamais de disparaître. Une tâche ardue pour celui-ci, qui a entrepris d'améliorer la technique et le rendement des outils de transformation, tout en restant proche du ramequin laitier de son prédécesseur. Aujourd'hui, le volume de fabrication du ramequin laitier avoisine 10 tonnes par an. Les fabrications de cette entreprise sont écoulées majoritairement auprès des habitants du secteur par le biais des crèmeries et quelques grandes et moyennes surfaces du département.
Des ramequins traditionnels (fermiers) sont actuellement produits et commercialisés par une famille d'agriculteurs d'Indrieux, réunie au sein du « GAEC Les Perce-Neige », dans la commune d'Arandas.
Les visiteurs ont loisir de découvrir « tout de la fabrication des ramequins jusqu'à la recette traditionnelle » auprès d'un affineur au nouveau musée & fromagerie La fruitière d'Aranc, commune d'Aranc située sur le plateau d'Hauteville.

## Fabrication
Le fromage est fabriqué à partir de lait des vaches montbéliardes.Quelques familles paysannes ont leur recette. Dans le site internet du syndicat d'initiative de la vallée de l'Albarine est décrit un mode de fabrication :
- Sur le lait reposé, la crème est prélevée à la cuillère pour faire le beurre de la maisonnée et quelques mottes vendues au marché. Reste le lait écrémé qui caille en 24 heures.
- Le caillé devenu ferme est mis à la louche dans les faisselles.
- Le fromage est d’abord retourné chaque jour dans le panier pendu à l’air. Il sèche pendant environ 10 jours. Lorsqu’une moisissure apparaît à sa surface, le fromage est lavé et brossé à l’eau puis enfermé dans un pot en grès pendant une huitaine de jours.
- L’opération lavage-brossage est renouvelée régulièrement pendant 3 mois pendant lesquels le fromage affiné prend peu à peu une teinte ocre clair et devient odorant[8].
- Il est dès lors possible de le cuisiner.

Désormais, afin d'adoucir ce fromage assez puissant, l'affinage est raccourci de 12 semaines à 8 semaines.

## Emplois culinaires

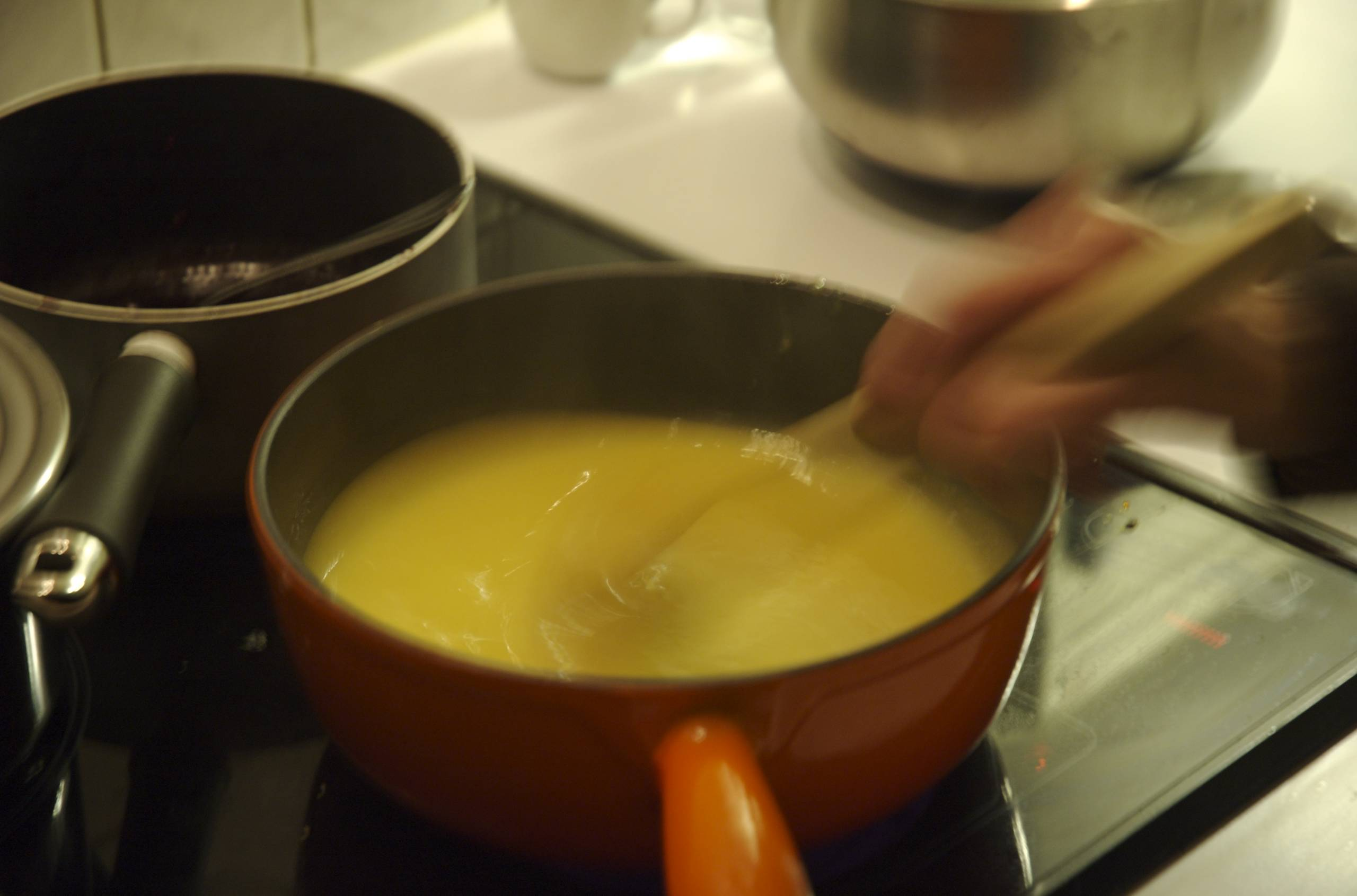
Ramequin fondu.

On le mange fondu. Le ramequin (le mets emploie l'appellation du fromage) est le plat convivial par excellence dans le canton de Saint-Rambert-en-Bugey, où on le consomme ou déguste souvent accompagné d'un saucisson à cuire et d'une salade verte.
Ce plat se prépare en faisant tout d'abord fondre du beurre (compter 50 g pour 4 personnes) dans un caquelon en fonte ou en céramique préalablement frotté avec une gousse d'ail ; puis rajouter une cuillère à soupe de farine et faire légèrement blondir le mélange. On découpe ensuite les ramequins en fines lamelles pour les faire fondre progressivement dans environ 3 dl d'eau chaude tout en tournant en permanence avec une cuillère en bois jusqu'à ce que le ramequin ait une texture homogène (ni trop épais, ni trop liquide). On sale légèrement en fonction de l'affinage et l'on poivre plus généreusement juste avant de servir sur un réchaud au centre de la table. Si le ramequin est trop fort, on peut envisager d'ajouter de la crème au mélange.
On compte habituellement un ramequin et demi par personne. Le plat se mange ensuite avec du pain piqué au bout d'une fourchette, à la manière de la fondue savoyarde.

## Conservation
On trouve souvent les tomes de ramequin conservées longuement dans des pots de grès permettant leur conservation à température ambiante, l'infime teneur en matière grasse (<1 %) permet une conservation sans autre artifice. La croûte résultant de l'oxydation peut être très facilement éliminée par un simple lavage à l'eau claire sans que les caractéristiques du fromage en soient modifiées. Ce fromage ne peut vraiment pas être dissociée du vin blanc (sec) ou rouge (frais) qui l'accompagne, puis de l'incontournable petit verre de marc du Bugey qui marque la fin du repas.

## Anecdote
En septembre 2006, un entretien donné au quotidien Le Progrès par Martine Ravier, fille de François Ravier, laisse penser que son père serait l'inventeur du ramequin. Les principaux journaux régionaux reçoivent immédiatement de nombreuses lettres de protestations et de témoignages réaffirmant l'ancienneté de son existence. Le mouvement prend une telle ampleur que Le Journal du Bugey consacrera une double page à cet événement.